# Hermann Baumann (waltornista)
Hermann Rudolph Konrad Baumann (ur. 1 sierpnia 1934 w Hamburgu, zm. 29 grudnia 2023) – niemiecki waltornista.

## Życiorys
Kształcił się w Hochschule für Musik w Hamburgu u Fritza Hutha. W 1957 roku został pierwszym waltornistą orkiestry filharmonicznej w Dortmundzie, następnie od 1961 do 1967 roku grał w orkiestrze radiowej w Stuttgarcie. W 1964 roku zdobył I nagrodę na konkursie muzycznym w Monachium i rozpoczął karierę solową. Od 1969 roku był wykładowcą Folkwang Musikhochschule w Essen, a od 1980 roku Hochschule für Musik w Stuttgarcie. Występował jako solista i kameralista w Europie i Ameryce Północnej. W 1993 roku podczas występów z Buffalo Philharmonic Orchestra doznał udaru mózgu, po rekonwalescencji wrócił jednak do grania.
Wykonywał różnorodny repertuar, od muzyki barokowej po muzykę współczesną. Grał utwory m.in. W.A. Mozarta i Richarda Straussa. Występował z zespołami wykonującymi muzykę dawną, grając wówczas na rogu naturalnym.